# Lamborghini Jarama 400 GT
Lamborghini Jarama – sportowe coupé 2+2 produkowane przez Lamborghini w latach 1970 - 1972. Model został zaprojektowany przez Bertone i zaprezentowany w 1970 w Genewie.
Gdy Lamborghini Islero 400 GTS przestało spełniać normy bezpieczeństwa i czystości spalin obowiązujące w USA, Lamborghini postanowiło zbudować nowe coupe 2+2. Następcą Islero został pojazd o nazwie Jarama. Nazwa pochodzi od regionu Hiszpanii, znanego z hodowli byków. Nadwozie zaprojektowało studio Bertone, a projekt nadzorował Marcello Gandini, budową zajęła się korporacja Carrozzeria Marazzi z Mediolanu. Karoseria nawiązuje kształtem do Islero, choć jest bardziej harmonijna i opływowa. Innowacją są 4 okrągłe reflektory przednie, przykryte metalowymi klapkami, które stanowią rodzaj przedłużenia maski. Są otwierane elektrycznie i chowają się pod lampami. Jako bazę Jaramy wykorzystano skróconą o 27 cm płytę podłogową z Espady. Z tego modelu zapożyczono również pokrywę silnika. Wykonano ją ze stali, tak jak całe nadwozie. Wewnątrz dominuje skóra. Obszyto nią m.in. prawie całą deskę rozdzielczą, boczki drzwi, fotele oraz tunel. Z drewna wykonano jedynie kierownicę i gałkę zmiany biegów. Samochód był dużo bardziej komfortowy od Islero. Silnik napędzający Jaramę to konstrukcja znana z 400 GT czy Islero. Ma 12 cylindrów i pojemność 3939 cm³. W Jaramie 400 GT rozwija moc 350 KM. Moc przenoszona jest poprzez pięciobiegową skrzynię manualną na tylne koła. 

## Dane techniczne

### Silnik
- V12 3,9 l (3929 cm³), 2 zawory na cylinder, DOHC
- Układ zasilania: sześć gaźników Weber
- Średnica cylindra × skok tłoka: 82,00 mm × 62,00 mm
- Stopień sprężania: 10,4:1
- Moc maksymalna: 355 KM (261 kW) przy 7500 obr./min
- Maksymalny moment obrotowy: 393 N•m przy 5500 obr./min

### Osiągi
- Czas przejazdu pierwszych 400 m: 15,0 s
- Prędkość maksymalna: 260 km/h